# Vortexmixer

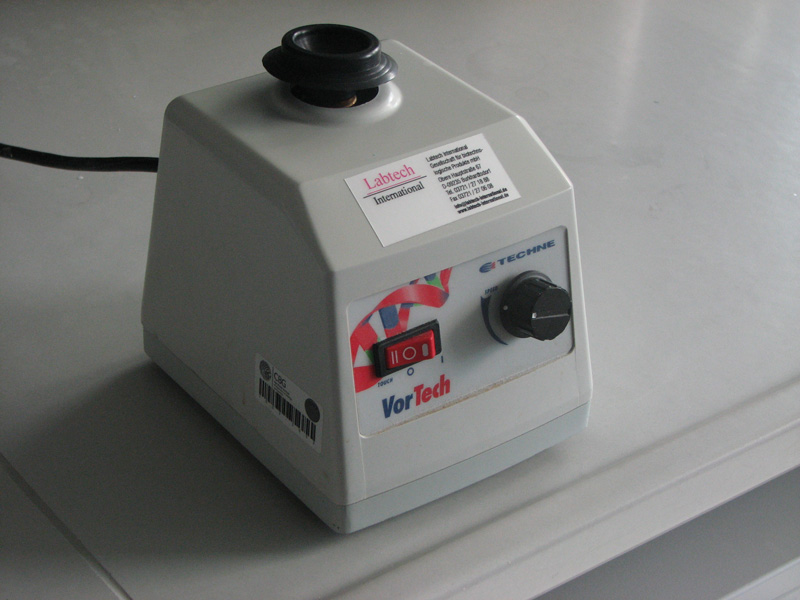
Een vortexmixer

Een vortexmixer is een apparaat dat gebruikt wordt in laboratoria om vloeistoffen in een recipiënt goed (homogeen) te mengen. De mixer heeft een elektrische motor die het rubberen kommetje boven op het apparaat kan laten rondzwenken met een snelheid van 2500 toeren per minuut. Door het buisje of erlenmeyer in het kommetje te drukken wordt de motor gestart. Door het draaien wordt een vortex of spiraalvormige stroming in de vloeistof gecreëerd en vindt in korte tijd een grondige menging plaats.
Het voordeel van dit soort apparaten is dat ook viskeuze mengsels kunnen gemengd worden, hetgeen met een magneetroerder en een roervlo niet het geval is.